# Titanic II (filme)
Titanic II (bra: Titanic 2) é um filme mockbuster americano de drama e desastre de 2010, escrito, dirigido e estrelado por Shane Van Dyke, e distribuído pela The Asylum. Apesar do título, o filme não é uma continuação do aclamado longa de 1997, mas sim uma imitação feita para aproveitar seu sucesso. A trama se passa em uma réplica fictícia do RMS Titanic, que parte exatamente 100 anos após a viagem original, fazendo o trajeto inverso. No entanto, o aquecimento global e as forças da natureza fazem com que a tragédia se repita na mesma noite — só que de forma ainda mais catastrófica e mortal.
Titanic II foi lançado diretamente na TV na Austrália em 7 de agosto de 2010. No Reino Unido e na Irlanda, estreou no canal Syfy pela Sky em 9 de agosto. Nos Estados Unidos, foi lançado em 25 de agosto e recebeu críticas majoritariamente negativas, embora o elenco, especialmente a atuação de Bruce Davison, tenha sido elogiado. Uma sequência com temática de terror sobrenatural, Titanic 666, foi lançada doze anos depois, em 15 de abril de 2022.

## Enredo
No Oceano Ártico, próximo à geleira Helheim, na Groenlândia, uma pessoa surfa nas ondas formadas pelos pedaços de gelo que se desprendem da geleira, consequência do aquecimento global. Um enorme bloco de gelo despenca na água, criando uma onda ainda maior. O surfista tenta escapar, mas é engolido pela onda e se afoga. O Capitão James Maine (Bruce Davison), da Guarda Costeira dos Estados Unidos, é enviado para investigar o ocorrido na Groenlândia. Enquanto está lá com a Dra. Kim Patterson (Brooke Burns), outro gigantesco pedaço de gelo cai no oceano.
No dia 10 de abril de 2012, exatamente 100 anos após a partida do RMS Titanic em sua viagem inaugural, um novo e luxuoso navio de cruzeiro com aparência semelhante, o RMS Titanic II, é batizado. Ele parte em sua viagem inaugural seguindo a mesma rota do Titanic original, mas no sentido inverso (de Nova York a Southampton). O capitão Will Howard (D.C. Douglas) está no comando. A bordo estão o designer do navio, Hayden Walsh (Shane Van Dyke), e as enfermeiras Amy Maine (Marie Westbrook) e Kelly Wade (Michelle Glavan).
Durante a travessia do Atlântico, a tripulação é alertada sobre um tsunâmi por James Maine. Ele avisa que qualquer gelo na área será movimentado pela onda. Na pressa para voltar à costa, um dos motores é danificado. Logo depois, a onda e um enorme iceberg colidem com o navio, deixando muitos passageiros feridos. Todo o lado de boreste do navio e as rampas dos botes salva-vidas desse lado são destruídos. Hayden e Amy descem aos conveses inferiores e encontram Kelly gravemente ferida. Os três conseguem escapar e seguem rumo aos conveses superiores.
Enquanto isso, mais ao norte, outro gigantesco tsunâmi é provocado por uma nova geleira. Durante a evacuação, a enorme pressão nas turbinas do navio causa uma explosão, matando muitos passageiros e tripulantes, incluindo o capitão Will Howard. A explosão também provoca um grande incêndio no Titanic II, que começa a afundar pela proa (assim como o Titanic original), além de inclinar levemente para o lado de boreste.
Amy recebe uma ligação do pai, que a alerta sobre a segunda onda e a aconselha a ficar longe dos botes salva-vidas, pois eles serão arrastados pela onda. Maine ordena que ela, Hayden e Kelly se dirijam à instalação de mergulho do navio. Kelly acaba morrendo quando uma porta muito pesada a esmaga. Hayden e Amy conseguem chegar à instalação de mergulho, onde ouvem alguém preso e tentam ajudá-lo, mas ele morre preso atrás de uma porta emperrada. Quando Hayden e Amy entram na instalação, a segunda onda atinge o navio, capotando-o e destruindo os botes salva-vidas.
A instalação de mergulho do navio tem apenas um tanque de oxigênio e um equipamento de mergulho, que Hayden entrega para Amy. Antes de sacrificar sua vida por ela, Hayden a beija e, com suas últimas palavras, pede que ela o ressuscite caso ele se afogue antes do resgate. O Capitão Maine chega para salvar Amy e Hayden nadando dentro do navio enquanto ele afunda. O helicóptero de Maine fica sem combustível e cai, enquanto a Dra. Patterson consegue entrar em um bote salva-vidas. Com o navio inundado, o Titanic II finalmente afunda. Após James resgatá-los, Amy tenta ressuscitar Hayden, mas já é tarde demais. Amy e um número desconhecido de passageiros feridos, que Hayden havia ordenado que seu helicóptero levasse mais cedo no filme, são os únicos sobreviventes conhecidos do desastre.

## Elenco
- Shane Van Dyke como Hayden Walsh, dono e projetista do navio
- Marie Westbrook como Amy Maine, uma das enfermeiras do navio e interesse amoroso de Hayden
- Bruce Davison como Capitão James Maine, pai de Amy e comandante de helicóptero da Guarda Costeira dos EUA
- Michelle Glavan como Kelly Wade, outra enfermeira do navio, colega e amiga de Amy
- D.C. Douglas como Capitão Will Howard, capitão do navio
- Brooke Burns como Dra. Kim Patterson, uma glaciologista
- Josh Roman como Elliot Snipes, piloto do helicóptero CH-53 Super Stallion do Capitão Maine
- Carey Van Dyke como o Primeiro Oficial Elmer Coolidge
- Dylan Vox como Segundo Oficial Dwayne Stevens
- Wittly Jourdan como Elijia Stacks
- Kendra Waldman como Madeline Kay

## Produção

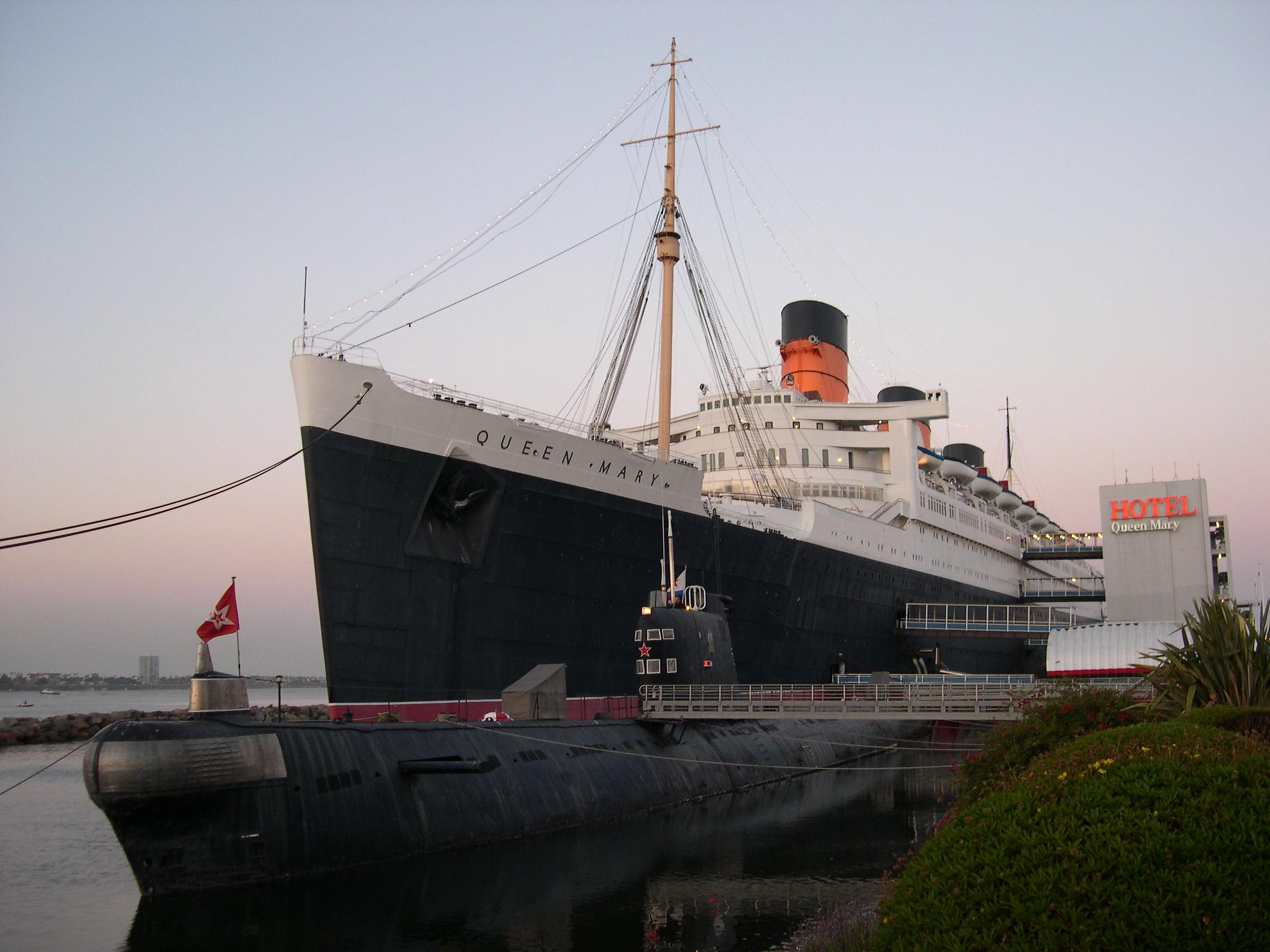
O RMS Queen Mary, que no filme foi utilizado como o RMS Titanic II.

O RMS Queen Mary, que está permanentemente ancorado como hotel e atração turística em Long Beach, Califórnia, foi usado como substituto do Titanic II nas cenas de partida e em alguns interiores do navio. A embarcação já havia sido utilizada anteriormente como substituta de outros transatlânticos fictícios com destinos trágicos, como o SS Poseidon em The Poseidon Adventure (1972) e o RMS Titanic original na minissérie televisiva S.O.S. Titanic, de 1979.

## Recepção

### Resposta da crítica
O filme recebeu críticas negativas da maioria dos críticos. No site TheCriticalCritics.com, a avaliação foi de que o filme é "uma misturada de coisas", já que "é melhor do que se poderia esperar, mas não tão bom quanto se gostaria". Apesar de ter sido geralmente chamado de "bem sem graça" e "cheio de clichês de filmes de desastre", algumas atuações foram elogiadas, especialmente a de Bruce Davison como um experiente capitão da Guarda Costeira dos Estados Unidos. No geral, o filme recebeu a classificação de "Nem perca seu tempo".
O site Dread Central disse em uma crítica: "Tire o fator novidade do nome Titanic II e sobra um filme de desastre meio batido, na linha de Poseidon Adventure, feito com baixo orçamento. Não é bom o suficiente para prender a atenção, nem foi feito para ser ruim de propósito, e mesmo com o cenário tão bobo, nada chega a ser tão engraçado a ponto de virar diversão involuntária. A ação e o suspense são constantemente prejudicados pelo orçamento reduzido, e os efeitos especiais respondem à pergunta: 'Como teria sido o Titanic de James Cameron se a maior parte dos efeitos digitais parecesse uma animação de uma cutscene do Wii?'."

## Sequência
Em 15 de abril de 2022, foi lançado na plataforma Tubi Titanic 666, uma sequência direta que se passa 10 anos após a tragédia. Após um enorme cruzeiro navegar sobre o local onde o RMS Titanic afundou, começam a acontecer eventos perturbadores e sombrios a bordo. Enquanto a capitã investiga o que está acontecendo, uma coisa fica clara: os passageiros da embarcação original voltaram.